# Гуманитарный экологический журнал
«Гуманитарный экологический журнал» («Гуманітарний екологічний журнал») — екологічне видання, яке випускається в Києві Київським еколого-культурним центром (КЕКЦ) за підтримки Всесвітньої комісії з охоронюваних територій МСОП Міжнародного союзу охорони природи (WCPA/IUCN) з 1999 р. На початок 2013 р. вийшло 46 номерів. Журнал виходить 2-4 рази на рік.
До складу редколегії журналу входять фахівці в галузі екології та охорони природи із США, Польщі, Росії, Азербайджану, Білорусі, Киргизстану та України. Журнал публікує матеріали з гуманітарних аспектів екології та охорони природи (екологічної етики, природоохоронної естетики, екологічної теології, екологічної етнософії, екологічної етнографії, соціальних проблемах охорони природи, заповідної справи, зоозахисту, радикальної охорони природи, історії охорони природи). Журнал має свій вебсайт, а також розповсюджується за передплатою в Україні, країнах СНД, Балтії та інших країнах.

## Ресурси Інтернету
- Гуманитарный экологический журнал